# Explorer 64
Explorer 64, bautizado como Solar Mesosphere Explorer o SME, fue un satélite artificial de la NASA lanzado el 6 de octubre de 1981 mediante un cohete Delta desde la base de Vandenberg a una órbita heliosincrónica.
La misión de SME fue estudiar los procesos que crean y destruyen el ozono en la atmósfera superior de la Tierra, en concreto el efecto que los cambios en el flujo de luz ultravioleta del Sol tienen sobre la densidad de ozono en la mesosfera, la relación entre el flujo solar, el ozono y la temperatura de la estratosfera superior y la mesosfera y la relación entre ozono, vapor de agua, nitrógeno y dióxido de carbono.
El satélite estaba estabilizado por giro (5 revoluciones por minuto) y utilizaba paneles solares para obtener energía eléctrica, que almacenaba en baterías de níquel-cadmio.
La instrumentación incluía un espectrómetro ultravioleta para el ozono, un espectrómetro para medir el nitrógeno y otro para el dióxido de carbono, un radiómetro de cuatro canales en el infrarrojo, un monitor solar para el ultravioleta y un detector de protones solares para el rango de energía entre 30 y 500 MeV.
Por cuestiones energéticas, todos los instrumentos del satélite fueron apagados en diciembre de 1988. El 5 de marzo de 1991, el satélite reingresó en la atmósfera